# 保尔·龙格
保尔·龙格（法語：Paul Longuet；1909年2月26日—1979年12月25日）是一位法国政治人物。他是埃德加·龙格的儿子，夏尔·龙格的孙子，以及卡尔·马克思的外曾孙。他出生于塞纳省阿尔福维尔，逝世于马恩河谷省克雷泰伊。
他曾当选为共和国委员会（法兰西第四共和国时期的法国议会上议院）议员。1957年—1963年，任马尔加什共和国（今马达加斯加）的财政和经济事务部部长；1963年—1964年，任主管科学研究和森林的国务部长；最后担任共和国总统顾问，直至1972年。